# Altona (Indiana)
Altona es un pueblo ubicado en el condado de DeKalb en el estado estadounidense de Indiana. En el Censo de 2010 tenía una población de 197 habitantes y una densidad poblacional de 350,52 personas por km².

## Geografía
Altona se encuentra ubicado en las coordenadas 41°21′8″N 85°9′9″O / 41.35222, -85.15250. Según la Oficina del Censo de los Estados Unidos, Altona tiene una superficie total de 0.56 km², de la cual 0.56 km² corresponden a tierra firme y (0%) 0 km² es agua.

## Demografía
Según el censo de 2010, había 197 personas residiendo en Altona. La densidad de población era de 350,52 hab./km². De los 197 habitantes, Altona estaba compuesto por el 98.48% blancos, el 0% eran afroamericanos, el 0.51% eran amerindios, el 0% eran asiáticos, el 0% eran isleños del Pacífico, el 0% eran de otras razas y el 1.02% pertenecían a dos o más razas. Del total de la población el 1.02% eran hispanos o latinos de cualquier raza.